# アンのマゴマゴ図書之国
『アンのマゴマゴ図書之国』（アンのマゴマゴとしょランド）は樋口橘の漫画作品。白泉社の漫画雑誌『花とゆめ』の2014年18号から連載を開始した。

## あらすじ
極道一家の一人娘・赤居杏音（アン）は、マゴ教に乗っ取られた町で暮らしている。ある日、学校にドＳイジワルイケメン教師・米沢先生がアンの担任として赴任してくる。米沢先生は、学校の意向によりアンたちを一方的に学校から追い出そうにするが、生徒とマゴ教を関わらせないようにしようとしていたのだった。とある事件から、アンは、自分と米沢先生の関係を知り、彼を救うべく、未知の世界・図書之国へと足を踏み入れた。

## 登場人物

### 主要人物
赤居 杏音（あかい あんね）
主人公。作中では「アン」と呼ばれる。高校1年生。祖母譲りの赤毛の少女で、極道一家の一人娘にして次期頭領。妄想大好きで、趣味は売られた喧嘩を買うこと。仲間の信頼は厚いが、ヤクザの娘であるために女子の中では浮いた存在。恋をすることを夢見ている。時折、頭の切れる一面も垣間見せる。
突然、自分たちを追い出しに来た米沢に腹を立て、彼とある賭けをすることになる。しかし、先生のやり方に疑問を持ち、彼が自分達をマゴ教から遠ざけようとしていることに気付くが、米沢が自分をかばってマゴ教の銃撃を受けたことがキッカケとなり、彼が自分の母親の弟（叔父）であり潜入捜査官として学校に赴任してきたことを知る。そして、物心つく前に死んだとされていた自分の母親が図書之国で生きていることも知る。
瀕死となった先生を救うため、アンは願いがかなうマゴパークへ行き、『赤毛のアン』という本の人生を歩むことになる。
七原 嵐（ななはら あらし）
アンのボディーガード。
煌（きら）
「キラ」。アンが大好きな、11歳の少年。アンに拾われた過去がある。
米沢（よねざわ）
あだ名は「先生」。新しくアンたちのクラス担任として赴任してきた、美形だが、サディスティックで意地悪な性格の教師。生徒に対しても、他の教師に対しても挑発的な言動をしている。アンの心を揺さぶり、ある賭けを持ちかけ、アンを町から追い出そうとする。
その正体は、身分を隠してマゴ教の調査にやってきた潜入捜査官でアンの母親の弟（叔父）。アンが幼いころに行方知れずとなった姉を探して図書之国に行ったが、連れ戻すことができず、自分の記憶が改ざんされるのを恐れて町を去っていた。アンを守るためにわざと何も知らせず敵を装い、学校に潜入していた。しかし、その行動に疑問を持ったマゴ教信者の聖職者の銃弾を受け、瀕死となっている。
日横 美月（ひよこ みつき）
あだ名は「ひよこ先輩」。アンの仲間のカリスマヤンキー。
彼自身はマゴ教信者ではないが、両親はマゴ教信者であるため、クラスは「金組」。
マゴ教を快く思っておらず、唯一の抵抗勢力の中心的な役割を担っているアンを気にかけ、彼女たちとマゴ教に関する情報の交換をしている。夏休みの間は姿を見せなかったが、図書之国でアンたちと再会する。再会した時には手傷を負っていたが、図書之国へ来た理由も含めて、アンたちに一切話さなかった。

### 赤居家
赤居 流星（あかい りゅうせい）
あだ名は「パピー」。38歳。アンの父親。ヘッポコ系4代目組長。
赤居 舞羅（あかい まいら）
あだ名は「マイマイ」。アンの継母。赤居家の後妻。40歳。
アンが、本名の杏音ではなく、「アン」と呼ばれるようになるきっかけを作った人物。アンを毛嫌いし、彼女に常日頃から嫌がらせをしている。
槙 菊比古（まき きくひこ）
組長補佐兼参謀兼アンの教育係。眼鏡をかけた男性。趣味は、アンころがし。

### マゴ神教学園
若宮 姫林檎（わかみや ひめりんご）
2年金組委員。
アンとは昔馴染みであるが、昔喧嘩に巻き込まれたことがあるらしい。
先生に好意を持っているようだが、嵐に対しても何らかの感情を抱いている様子。
先生の銃撃をアンによるものだと思い込み、アンに対して憎しみを抱いている。図書之国でアンたちと再会する。『椿姫』という物語の人生を歩むことになる。
桜庭（さくらば）
2年銀組担任。
アンたちに図書之国へ行くことを警告したために、学園から目をつけられ先生の殺害を命令される。そして、先生を銃撃するが、それをアンたちに見られ恐ろしくなってその場を逃げ出した。

### マゴパーク
マゴ
赤ん坊の神様。非常に性格が悪い。
目に余るいたずらをしたために、母神によって図書之国に軟禁されている。
名無し
あだ名は「ナナ」。アンのナビゲーター。泣き虫で甘えん坊。
人間嫌いで、仕事をしようとしなかったために、マゴに名前をもらっていない。
当初は、物語を早く終わらせようとしていたが、アンに一喝される。その後は、多少なりともアンのサポートをしようとしている。

### 潜入捜査官
真壁（まかべ）
米沢の同僚。教師という仮の身分でアンたちの学校に潜入、2年銅組の担任となる。
米沢が銃撃されたため、その場に居合わせたアンたちに自らの素性と目的を明かした。

### 江戸文字王子町（プリンスエドワードちょう）
春日部 秋麻（かすがべ しゅうま）
『赤毛のアン』の登場人物の一人である「マシュー・カスバート」。現世のマイマイの知り合い。
「緑の切り妻屋根の家（グリーンゲイブルス）」の主人。『赤毛のアン』の世界に降り立ったアンが、初めて会った人物。女の子が苦手で、未だ独身。ガンダムオタク。
舞羅の本当の姿を知る唯一の人物であり、舞羅の優しさを他の人間にも知ってほしいと願っている。アンに好意を持ち、彼女を養女として迎え入れることを望んでいる。
春日部 舞羅（かすがべ まいら）
『赤毛のアン』の登場人物の一人である「マリラ・カスバート」。現世のマイマイ。
秋麻の妹。町一番の薬酒作りの名人。「緑の魔女」という噂を持っており、女子供に恐れられている。
不器用な性格から誤解されやすい。目が悪いが、金属アレルギーでレンズ負けするために、眼鏡を作らず普段から目をしかめているために、はたから見ればにらんでいるように見え怖い。
アンがやってきたことをうれしく思う半面、アンのためを思って、彼女を養女にすることを拒み、アンを伐葉の家に連れていく。しかし、アンが置屋の女郎にされそうになったため、彼女を養女として引き取ることを決意する。
伐葉（キルハ）
あだ名は「キル」。『赤毛のアン』の登場人物の一人である「ギルバート・ブライス」。現世の先生。
見た目も性能もどこをとっても最上級で、男気もあるいい男であるが、女子全般に触れられると異様なくらい顔が真っ赤になる哀れなくらいの女子耐性の低さゆえに、極度の女嫌いである。そのために、女子に嫌われようとして半ば自棄に嫌がらせ態度をしているが、何故か必ず裏目に出てしまうらしい。モテていながら一向に改善せず、プライドの高さゆえにバレるのも耐えられないため、友人たちからは「赤面症コンプレックス」と言われている。ちなみに聴覚も最上級で、泳ぎが得意。
『赤毛のアン』の物語開始前の3年間はどこかに行っていたらしいが、その当時の記憶を失っているらしい。町に戻ってきたその日にアンに初めて出会い、赤面症を知られてしまったため思わず彼女を川に突き落としてしまった。アンとは、「赤毛」と「赤面症」をかけて、「赤繋がり」と言われている。

淋戸 黎子（りんど れいこ）
『赤毛のアン』の登場人物の一人である「レイチェル・リンド」。
グリーン・ゲイブルスの近所に住んでいる、舞羅の友人。クマの姿をした女性。
アンと初めて対面した際、アンがクマの姿をした自分にパニックを起こし、警戒心をむき出して向かってきたことに怒り、アンの家をなじるような発言をしてしまう。そのことが原因で、アンに激怒された。

## 書誌情報
- 樋口橘 『アンのマゴマゴ図書之国』 白泉社〈花とゆめコミックス〉、既刊3巻（2015年12月現在）
  1. 2015年6月19日発売[2]、ISBN 978-4-592-21521-9
  2. 2015年6月19日発売[2]、ISBN 978-4-592-21522-6
  3. 2015年12月18日発売[3]、ISBN 978-4-592-21523-3